# Torre Canne
Torre Canne est un hameau (ou frazione) de la commune de Fasano dans la province de Brindisi dans la région des Pouilles en Italie. Sa population s'élevait à 
448 habitants en 2011.

## Géographie
Torre Canne est situé à 54 km de Brindisi et à 67 km de Bari.